# Willie Pastrano
Wilfred Raleigh Pastrano, meglio noto come Willie (New Orleans, 27 novembre 1935 – 6 dicembre 1997), è stato un pugile statunitense.
Campione del mondo dei mediomassimi dal 1963 al 1965. La International Boxing Hall of Fame lo ha riconosciuto fra i più grandi pugili di ogni tempo.

## Gli inizi
Di origini italiane, iniziò a frequentare una palestra di boxe perché era in sovrappeso, portatovi dal suo migliore amico e futuro campione del mondo dei pesi superwelter Ralph Dupas.

## Carriera da professionista
Professionista a soli sedici anni nel 1951 nei pesi welter, Pastrano passò ben presto ai mediomassimi, con alla guida Angelo Dundee, il futuro manager di Muhammad Ali. Nel 1955 sconfisse, tra gli altri, l'ex campione del mondo, Joey Maxim, ai punti in 10 riprese. Tra il 1956 e il 1960, combatté nei pesi massimi, battendo a Harringay il futuro campione europeo Dick Richardson. A Bologna, il 15 giugno 1958, sconfisse ai punti l'ex campione europeo Francesco Cavicchi. Con Brian London, futuro sfidante al titolo dei massimi prima con Floyd Patterson e poi con Muhammad Ali, chiuse il conto con una vittoria e una sconfitta, sempre a Harringay. 
Nel 1960, rientrato nei mediomassimi, subì una sconfitta ai punti, a Glasgow, dal campione britannico e del Commonwealth, Chick Calderwood.
Inaspettatamente, nel 1962, Pastrano pareggiò un incontro in 10 riprese con il grande Archie Moore, al quale era stato appena strappato a tavolino il titolo mondiale. Contrariamente ai due giudici, l'arbitro dell'incontro aveva visto vincitore Pastrano per cinque riprese a quattro. 
Il 1º giugno 1963, fu allestito un incontro tra Pastrano e il nuovo campione mondiale dei mediomassimi, l'afroamericano Harold Johnson, con titolo in palio. Pastrano vinse ai punti al termine di 15 riprese e conquistò così la cintura mondiale della categoria. 
Il 29 settembre 1963 a Miami, Pastrano fu sconfitto ai punti dal campione argentino Gregorio Peralta in un match non valido per la corona mondiale. Il 10 aprile 1964 a New Orleans lo incontrò nuovamente, mettendo stavolta in palio il titolo. L'incontro si concluse con la vittoria di Pastrano per intervento medico alla sesta ripresa. Al momento dell'interruzione, i due giudici vedevano il campione mondiale in vantaggio di due riprese e l'arbitro entrambi i contendenti in pareggio. 
Vittoriosa (Kot alla undicesima ripresa) fu anche la sua seconda difesa del titolo, il 30 novembre 1964 in trasferta a Manchester contro il britannico Terry Downes,  già campione del mondo dei pesi medi.
Il 30 marzo 1965 Pastrano incontrò al Madison Square Garden di New York il portoricano José Torres. Al sesto round fu colpito da un terribile gancio sinistro alla mascella, doppiato da un secondo gancio all'altezza del cuore. Finito al tappeto, riuscì a stento a rialzarsi al conteggio di nove. Al 9º round, con l'occhio destro e il naso sanguinante, fu dichiarato sconfitto per knock-out tecnico e costretto a cedere il titolo mondiale. La sesta ripresa di questo match fu premiata come "Round of the year" per il 1965 dalla rivista specializzata Ring Magazine. 
Dopo questo incontro, a soli trent'anni, abbandonò il pugilato.